# Dactylospora lurida
Dactylospora lurida är en lavart som beskrevs av Hafellner 1979. Dactylospora lurida ingår i släktet Dactylospora och familjen Dactylosporaceae.   Inga underarter finns listade i Catalogue of Life.